# Filipendula intermedia
Filipendula intermedia är en rosväxtart som först beskrevs av Glehn, och fick sitt nu gällande namn av Sergei Vasilievich Juzepczuk. Filipendula intermedia ingår i släktet älggrässläktet, och familjen rosväxter. Inga underarter finns listade i Catalogue of Life.